# Til It’s Gone
«Til It’s Gone» (с англ. — «Пока все не кончится») — песня американского кантри-певца и автора-исполнителя Кенни Чесни, вышедшая 13 октября 2014 года в качестве второго сингла с его 16-го студийного альбома The Big Revival (2014). Песня написана Родни Клоусоном, Дэвидом Ли Мерфи и Джимми Йери.

## Отзывы
Песня получила положительную рецензию от Taste of Country, в которой говорилось, что «строчки резкие и запоминающиеся и слетают с языка уроженца Теннесси, как отличная пикап-линия», и что это «песня, которую можно было найти на многих предыдущих альбомах Чесни, но она по-прежнему звучит свежо и сегодня».

## Музыкальное видео
Режиссёром клипа выступил Дон Карр, премьера состоялась в октябре 2014 года. Он был взят из CMT Instant Jam, снятого в прямом эфире в театре Джорджии в Атенс, штат Джорджия.

## Чарты
| Чарт (2014—2015)                    | Высшая позиция |
| ----------------------------------- | -------------- |
| Канада (Billboard Canadian Hot 100) | 75             |
| Канада (Billboard Country)          | 1              |
| США (Billboard Hot 100)             | 60             |
| США (Billboard Country Airplay)     | 1              |
| США (Billboard Hot Country Songs)   | 8              |

| Чарт (2014)                    | Позиция |
| ------------------------------ | ------- |
| US Country Airplay (Billboard) | 89      |

| Чарт (2015)                      | Позиция |
| -------------------------------- | ------- |
| US Country Airplay (Billboard)   | 50      |
| US Hot Country Songs (Billboard) | 69      |